# Akrotiri en Dhekelia
Akrotiri en Dhekelia (Grieks: Ακρωτήρι και Δεκέλεια; Turks: Agrotur ve Dikelya) zijn twee gebieden op het eiland Cyprus. De gebieden hebben de status van 'Sovereign Base Areas' van het Verenigd Koninkrijk en vormen als zodanig een overzees gebiedsdeel. Het is echter geen onafhankelijk land of autonoom gebiedsdeel, maar een militaire basis van het Verenigd Koninkrijk overzee. De gebieden zijn Brits sinds Cyprus onafhankelijk is geworden van het Britse Rijk. De Britten wilden deze gebieden behouden vanwege de strategische positie in de Middellandse Zee. De gebieden worden bestuurd vanuit Episkopi Cantonment.

## Geschiedenis
De Sovereign Base Areas zijn gecreëerd in 1960 toen Cyprus, een toenmalige kolonie van het Britse rijk, een republiek binnen het Britse Gemenebest werd. De Britten wilden de bases op Cyprus behouden, vanwege de strategische positie, dicht bij het Suezkanaal en bij het Midden-Oosten. Er zouden op de bases militairen gestationeerd worden en militairen getraind.
In 1974 vielen de Turken de republiek Cyprus binnen, wat leidde tot het oprichten van de Turkse republiek van Noord-Cyprus. Dit heeft echter geen effect gehad op de positie van de Sovereign Military Bases. De Britten waren niet betrokken bij de gevechten. De bases werden wel gebruikt om vluchtende Grieks-Cyprioten op te vangen.
De republiek Cyprus heeft een aantal keer Akrotiri en Dhekelia opgeëist, omdat het een groot gebied bestrijkt dat door de Cyprioten gebruikt zou kunnen worden voor civiele doeleinden.
Na 1960 heeft de Britse overheid nog vier jaar huur betaald aan Cyprus, maar na de conflicten van 1963-1964 stopte dit, omdat de Britten beweerden geen garantie meer te kunnen krijgen dat de Turkse en de Griekse gemeenschap op Cyprus evenveel zouden profiteren. De overheid van de Republiek Cyprus eist het geld dat niet betaald is sinds 1964 nog steeds op. Schattingen over dit bedrag lopen uiteen van een paar honderdduizend tot 1 miljard euro.
In juli 2001 braken er gewelddadige protesten uit bij de bases, omdat de Britten plannen hadden een aantal radiomasten neer te zetten. Cyprioten die om de basis heen wonen, protesteerden hiertegen, omdat dit een negatief effect op hun gezondheid zou hebben.
Het Verenigd Koninkrijk heeft nog geen intentie getoond om de bases over te dragen, maar heeft wel voorgesteld om 86,9 km2 landbouwgebied over te dragen. Dit was een onderdeel van het Plan-Annan.

## Politiek
De bases worden beheerd door de Beheerder van de Sovereign Base Areas, die tevens de bevelhebber is van de Britse troepen op Cyprus. De Beheerder wordt officieel benoemd door de Britse monarchie op voordracht van de Britse minister van Defensie. De Beheerder heeft alle wetgevende en uitvoerende macht over de basis. Naast de Beheerder is er een Hoge Ambtenaar, die door de Beheerder is benoemd en verantwoordelijk is voor het dagelijks bestuur. Er worden geen verkiezingen gehouden, er is dus ook geen parlement. De inwoners van Akrotiri en Dhekelia die het Britse staatsburgerschap bezitten kunnen wel deelnemen aan verkiezingen in het Verenigd Koninkrijk.

## Geografie
Akrotiri en Dhekelia beslaan samen drie procent van het eiland Cyprus. Akrotiri heeft een oppervlakte van 123 km² en Dhekelia heeft een oppervlakte van 130,8 km².
60% van het land is privé-eigendom en 40% is eigendom van het Britse ministerie van Defensie. De hoofdstad van Akrotiri en Dhekelia, Episkopi Cantonment, ligt in het westen van het gedeelte Akrotiri. Binnen Dhekelia liggen nog een aantal exclaves van de Republiek Cyprus. De gebieden zijn niet afgescheiden van de rest van Cyprus, er lopen wegen doorheen en het is vrij toegankelijk voor Cyprioten. Er lopen zelfs wegen door de militaire bases, dit in tegenstelling tot bijvoorbeeld Guantánamo Bay in Cuba, dat afgesloten is van de buitenwereld.

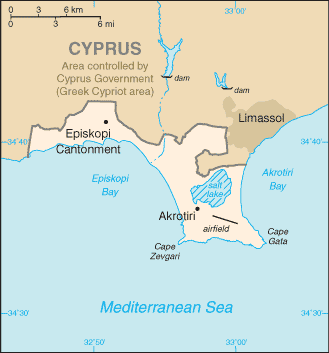
Kaart van Akrotiri
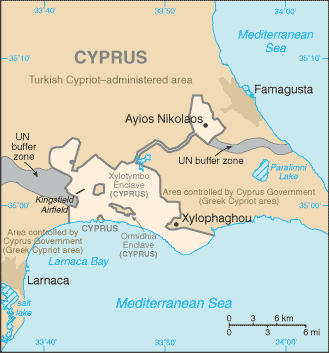
Kaart van Dhekelia

## Rechtsstelsel
De bases hebben een eigen rechtsstelsel. Dit bestaat uit het rechtsstelsel van de kolonie Cyprus uit 1960 met een aantal aanpassingen. De wetten worden voor zover mogelijk gelijk gehouden met die van Cyprus.
De rechtbank van de Sovereign Base Area heeft jurisdictie over heel Akrotiri en Dhekelia. De wet wordt gehandhaafd door de Sovereign Base Areas Police.

## Demografie
Toen de bases werden opgericht in 1960, werden de grenzen zodanig getrokken dat er geen urbane gebieden binnen de grenzen kwamen te liggen. Toch wonen er inmiddels 14.000 mensen op de basis, waarvan 7.000 Cyprioten, die werken in de basis of op het omliggende landbouwgebied. De andere 7.000 inwoners zijn Britse militairen en hun gezinnen.

## Economie
Er zijn geen economische gegevens over Akrotiri en Dhekelia beschikbaar. De belangrijkste economische activiteiten zijn het voorzien van de militaire bases en landbouw.

## Geboren
- Jeremy Goss (1965), voetballer